# اولین قسمت دبلیودبلیوئی راو در نتفلیکس
اولین قسمت شوی دبلیودبلیوئی راو در نتفلیکس (به انگلیسی: WWE RAW Premiere on Netflix) یک ویژه برنامه تلویزیونی کشتی حرفه‌ای است که توسط کمپانی دبلیودبلیوئی تولید می‌شود. این نخستین قسمت از شوی راو است که در پلتفرم نتفلیکس پخش خواهد شد. این ویژه برنامه ۶ ژانویه ۲۰۲۵ در اینگل‌وود، کالیفرنیا برگزار می‌شود و با حضور کشتی‌گیران هر دو برند راو و اسمک‌داون و بعضی‌از اسطوره‌ها و اعضای تالار مشاهیر نظیر شاون مایکلز، د راک و هالک هوگان خواهد بود. این قسمت از شوی راو از آن جهت که پس از بیش از ۳۰ سال، شوی راو دیگر به صورت تلویزیونی پخش نخواهد شد و به‌صورت آنلاین پخش می‌شود و هم‌چنین، آغاز تور بازنشستگی جان سینا حائز اهمیت است. این قسمت همچنین با حضور تراویس اسکات خواهد بود و او قرار است آهنگ جدید این شو را به صورت زنده بخواند.

## پیش‌درآمد

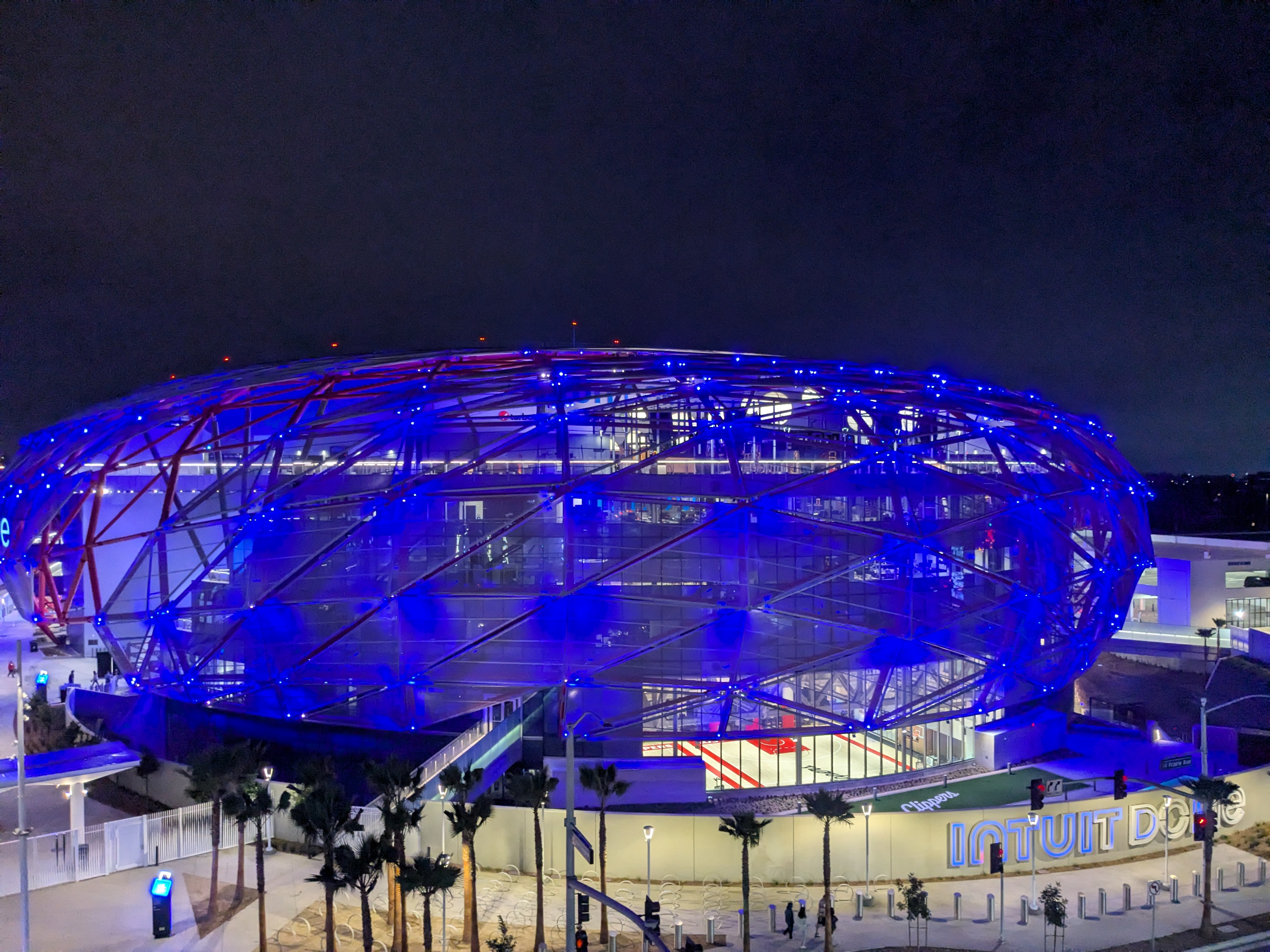
محل برگزاری این شو در اینگل‌وود، کالیفرنیا

دبلیودبلیوئی راو، یک برنامه تلویزیونی کشتی حرفه‌ای است که توسط کمپانی دبلیودبلیوئی تولید می‌شود. اولین قسمت این شو در تاریخ ۱۱ ژانویه ۱۹۹۳ در یو‌اس‌ای نتورک پخش شد و از آن زمان تاکنون به طولانی‌ترین برنامه تلویزیونی هفتگی تاریخ تلویزیون تبدیل شده است. راو به جز یک دوره ۵ ساله (از ۲۰۰۰ تا ۲۰۰۵ که در تی‌ان‌ان پخش شد) در تمام مدت از یو‌اس‌ای نتورک پخش شد و به همراه شوی اسمک‌داون، دو شوی اصلی این کمپانی محسوب می‌شوند.
در ۲۳ ژانویه ۲۰۲۴، شرکت مادر دبلیودبلیوئی، گروه تی‌کی‌او، اعلام کرد که پلتفرم نتفلیکس، حق پخش شوی راو را از ژانویه ۲۰۲۵ به دست خواهد آورد. قراردادی که بعدا اعلام شد ۱۰ ساله و به ارزش ۵۰۰ میلیون دلار در سال است که دو برابر ارزش قرارداد این شرکت با ان‌بی‌سی یونیورسال (مالک یواس‌ای نتورک) است. این توافق در ابتدا شامل ایالات متحده، کانادا، بریتانیا و آمریکای لاتین شده و در آینده، مناطق دیگر نیز افزوده خواهند شد. این قرارداد هم‌چنین شامل حق پخش بین‌المللی محتواهای دیگر دبلیودبلیوئی نظیر اسمک‌داون، ان‌اکس‌تی و پی‌پرویوها برای مناطق خارج از ایالات متحده نیز است. با توجه به اینکه قرارداد WWE با ان‌بی‌سی یونیورسال در اکتبر ۲۰۲۴ منقضی می‌شد، دو شرکت به یک توافق کوتاه‌مدت رسیدند که تا پایان سال ۲۰۲۴، راو هم‌چنان از یو‌اس‌ای نتورک پخش شود و طبق درخواست شبکه، مدت شو در این ۲ ماه از ۳ ساعت به ۲ ساعت کاهش یافت.
طی قسمتی از پادکست پت مک‌آفی، مدیر ارشد محتوای دبلیودبلیوئی، تریپل اچ،‌ اعلام کرد که نتفلیکس نسبت به شرکای فعلی دبلیودبلیوئی، انعطاف‌پذیری بیش‌تری در رابطه با محتواهایی دارد که در تلویزیون منجر به سانسور می‌شود. اگرچه در ماه‌های منتهی به پخش راو در نتفلیکس، رده‌بندی محتوایی این شو TV-14 ذکر شده بود، اما رئیس دبلیودبلیوئی، نیک خان، اعلام کرد که راو به صورت یک برنامه «خانواده‌پسند» باقی می‌ماند و رده‌بندی محتوایی آن به صورت PG باقی خواهد ماند؛‌ رده‌بندی که از ژوئیه ۲۰۰۸ بدین‌سو بر برنامه‌های این شرکت حاکم است و محتوای جنسی یا بسیار خشونت‌آمیز را شامل نمی‌شود. در ۴ ژانویه ۲۰۲۵، تریپل اچ اعلام کرد که مدت زمان پخش شو در نتفلیکس انعطاف‌پذیر خواهد بود و زمان مشخصی برای پایان شوها وجود ندارد.

## استوری‌لاین‌ها
مانند سایر کمپانی‌ها، مسابقات در دبلیودبلیوئی نیز ناشی از داستان‌ها و نتایج از پیش تعیین شده است که در طی شوهای هفتگی راو و اسمک‌داون ادامه یافته و معمولا در شوهای ویژه یا پی‌پرویوها به مسابقه اصلی ختم می‌شوند.
در ۶ ژوئیه ۲۰۲۴ و در جریان رویداد مانی این د بنک، قهرمان ۱۶ دوره جهان، جان سینا، رسما اعلام کرد که در پایان سال ۲۰۲۵ از کشتی حرفه‌ای بازنشسته خواهد شد. او که از سال ۲۰۰۲ بدین‌سو با دبلیودبلیوئی قرارداد دارد (از ۲۰۱۸ به بعد به صورت نیمه‌وقت) اعلام کرد که در اولین قسمت راو در نتفلیکس حضور خواهد داشت. در ۵ ژانویه ۲۰۲۵ نیز قهرمان ۱۰ دوره جهان، د راک، اعلام کرد که او نیز در این شو حاضر خواهد بود.
در شب دوم رسلمنیا ۴۰ در آوریل ۲۰۲۴، کودی رودز با شکست دادن رومن رینز در مسابقه بدون قانون، قهرمان عنوان بی چون و چرای دبلیودبلیوئی شد و به سلطنت ۱۳۱۶ روزه رومن رینز پایان داد. پس از این مسابقه، رینز به مرخصی رفت و سولو سیکوا خود را به عنوان رهبر جدید گروه بلادلاین اعلام و با اخراج جیمی اوسو و پاول هیمن از گروه، تاما تونگا، تانگا لوآ و جیکوب فاتو را به گروه اضافه کرد و گردن‌بند «اولا فالا» که نماد ریاست قبیله آنویی است را از رینز دزدید. رینز در نهایت در سامراسلم از مرخصی برگشت و با دخالت در مسابقه سیکوا مقابل رودز بر سر عنوان دبلیودبلیوئی، باعث شکست سیکوا شد و رینز با این اتفاق برای اولین بار پس از ۴ سال، شخصیت فیس یا مثبت شد. سپس رودز و رینز با هم متحد شدند تا فاتو و سیکوآ را در بد بلاد با کمک جیمی اوسو که از مصدومیت برگشته بود شکست دهند. رینز و جیمی متعاقباً توسط برادر دوقلوی جیمی و عضو سابق بلادلاین، جی اوسو، که یک سال پیش گروه را ترک کرده بود و به راو منتقل شده بود، ملحق شدند. آنها در نهایت به سیکوآ، فاتو و تاما در کراون جول باختند. سمی زین، عضو افتخاری سابق، به گروه رینز ملحق شد و نسخه اصلی بلادلاین (رینز، د اوسوز و زین) متحد شده و در کنار سی‌ام پانک، بلادلاین جدید و برانسون رید را در مسابقه وار گیمز در سروایور سریز شکست دادند. در قسمت ۱۳ دسامبر اسمک‌داون، رینز سیکوآ را به چالش کشید تا در مبارزه قبیله‌ای برای اولا فالا و عنوان رئیس قبیله در اولین قسمت راو در نتفلیکس، که بعداً رسمی شد، با او روبرو شود. در قسمت ۳ ژانویه، سیکوآ بیان کرد که اگر رینز برنده شود، هیمن خودش می تواند اولا فالا را روی رینز بگذارد، و سیکوا، رینز را به عنوان رئیس قبیله تصدیق خواهد کرد اما اگر سیکوا برنده شود، هیمن باید اولا فالا را روی او بگذارد و مشاور دائمی سیکوا شود.
در سروایور سریز ۲۰۲۳، بلافاصله پس از پایان مسابقه وار گیمز مردان که سث رالینز نیز در آن شرکت کرده بود، سی‌ام پانک پس از نزدیک به ۱۰ سال غیبت به دبلیودبلیوئی بازگشت که این اتفاق باعث ناراحتی و عصبانیت رالینز شد. این دو در طول سال ۲۰۲۴ در جریان دشمنی پانک با درو مکینتایر به جدل خود ادامه دادند. رالینز که با مکینتایر بر سر عنوان سنگین وزن جهان نیز درگیر شده بود، به عنوان داور ویژه میهمان مسابقه بین پانک و مکینتایر در سامراسلم بود، که پانک پس از حمله به رولینز شکست خورد و معتقد بود که این اتفاق عمدی صورت گرفته است. دشمنی آنها در قسمت ۱۶ دسامبر راو به اوج خود رسید زیرا این دو قبل از اینکه در سراسر آرنای محل برگزاری وارد درگیری فیزیکی شوند، به یکدیگر توهین کردند. بعداً همان شب، آدام پیرس، جنرال منیجر راو اعلام کرد که پانک و رالینز در اولین قسمت راو در نتفلیکس با یکدیگر روبرو خواهند شد.
در اواسط سال ۲۰۲۳ و پس از آنکه ریا ریپلی باعث شد لیو مورگان کمربند تگ تیم زنان را ببازد و هم‌چنین او را مصدوم کند، لیو مورگان پس از بازگشت بعد از دوری چند ماهه در رویال رامبل ۲۰۲۴، اعلام کرد تا زمانی‌که همه چیز ریپلی از جمله کمربند قهرمانی جهانی زنان را از او نگیرد، از او دست نخواهد کشید. در قسمت راو به تاریخ ۸ آوریل، مورگان در پشت صحنه به ریپلی حمله کرد و از او انتقام گرفت که این حمله باعث شد او از ناحیه دست راست مصدوم شده و مجبور به بلاصاحب کردن کمربندی که ۳۸۰ روز قهرمانش بود شود. مورگان در کینگ آف د رینگ با کمک تصادفی هم‌تیمی ریپلی، دامینیک میستریو، موفق به قهرمانی شد. مورگان در طول شوهای راو به صورت عمدی در مسابقات جاجمنت دی به نفع آنها دخالت می‌کرد. در سامراسلم، مورگان با خیانت میستریو به ریپلی، توانست ریپلی را در مسابقه بر سر عنوان جهانی شکست دهد. در بد بلاد نیز این دو با هم مسابقه دادند که این بار به دلیل دخالت هم‌تیمی سابق مورگان یعنی راکل رودریگز، به نفع مورگان خاتمه یافت. در نهایت آدام پیرس اعلام کرد که این درگیری در شوی راو نتفلیکس و با مسابقه بر سر عنوان قهرمانی جهانی زنان به نقطه آخر خود خواهد رسید.
در قسمت ۲ دسامبر راو، جی اوسو در پشت صحنه مورد حمله یک مهاجم ناشناس قرار گرفت، که بعداً مشخص شد درو مکینتایر است که همان شب از یک وقفه کوتاه بازگشت و هفته بعد خود را به عنوان فرد مهاجم به اوسو نشان داد. مکینتایر اعلام کرد که قصد دارد گروه اصلی بلادلاین را که موجب شدند او در کلش ات د کسل ۲۰۲۲ نتواند قهرمان جهان شود را نابود کند. سه هفته بعد، مکینتایر دوباره به اوسو حمله کرد که درگیری بین این دو درگرفت. بعداً همان شب، اوسو درخواست مسابقه ای در برابر مکینتایر برای همان شب کرد، اما جنرال منیجر راو، آدام پیرس، به جای آن، مسابقه را برای اولین قسمت راو در نتفلیکس برنامه ریزی کرد.

## مسابقات
| ردیف | مسابقات                                    | توضیحات                                                        |
| ---- | ------------------------------------------ | -------------------------------------------------------------- |
| ۱    | رومن رینز پیروز در مقابل سولو سیکوا        | مسابقه بدون قانون بر سر ریاست قبیله آنوایی و گردن‌بند اولا فالا |
| ۲    | ریا ریپلی پیروز در مقابل لیو مورگان (ق)    | مسابقه بر سر عنوان قهرمانی جهانی زنان                          |
| ۳    | جی اوسو پیروز در مقابل درو مکنتایر         | مسابقه تک به تک عادی                                           |
| ۴    | سی‌ام پانک پیروز در مقابل سث «فریکن» رالینز | مسابقه تک به تک عادی                                           |